# الحبيب بولعراس
الحبيب بولعراس   هو صحفي وكاتب وسياسي تونسي ولد في 29 جويلية 1933 بتونس العاصمة وتوفيّ يوم 18 أفريل 2014 بباريس. 
إنضم إلى صفوف الحزب الحر الدستوري الجديد منذ عام 1949 وفي عام 1953 سافر إلى مصر ونشط في مكتب المغرب العربي بالقاهرة قبل أن يعود إلى تونس في جانفي 1955. مال أثناء الصراع البورقيبي اليوسفي إلى شق صالح بن يوسف مما أدى إلى تجميد نشاطه الحزبي لمدة. على الصعيد الصحفي إنضم بولعراس إلى إدارة تحرير جريدة الصباح ثم تولى إدارة جريدة العمل من سنة 1960 إلى سنة 1967 كما ساهم في تأسيس وكالة تونس إفريقيا للأنباء التي ترأسها بين 1961 و1962.
دخل الحكومة التونسية لأول مرة سنة 1970 عندما عينه الرئيس بورقيبة وزيرا للثقافة والإعلام. استقال من منصبه في جوان 1971 على خلفية الخلاف الذي بدأ يتبلور في الحزب الاشتراكي الدستوري بين التيار الليبرالي الذي يقوده أحمد المستيري وينتمي إليه بولعراس، والتيار المحافظ الذي يضم الوزير الأول الهادي نويرة. وفي سبتمبر 1974 فصل من الحزب. أنتخب عام 1981 كعضو في مجلس النواب بعد أن ترشح كعضو مستقل على لائحة الجبهة القومية التي تضم الحزب الاشتراكي الدستوري والاتحاد العام التونسي للشغل، وأعيد انتخابه في دورتي 1989 و1994. عين سنة 1990 وزيرا للخارجية وفي سنة 1991 تم تعيينه وزيرا للدفاع لفترة قصيرة. ترأس بعد ذلك مجلس النواب بين 1991 و1997. تم اختياره سنة 2002 أمينا عاما لاتحاد المغرب العربي وبقي في المنصب حتى عام 2006 تاريخ استقالته ليعوضه الحبيب بن يحيى. إضافة لعمله في جريدتي الصباح والعمل تولى بولعراس الكتابة الصحفية في مجلة جون أفريك الفرانكوفونية كما قام بتأليف مسرحية عن الباي مراد الثالث.